# Desabamento de prédios na Muzema
O desabamento de prédios na Muzema ocorreu no dia 12 de abril de 2019 na Muzema, no Rio de Janeiro, matando 24 pessoas.

## Antecedentes
Três dias antes do evento, a região foi afetada por fortes tempestades, que provocaram diversos danos. A comunidade da Muzema, na zona oeste do Rio de Janeiro, tem uma grande presença de milícias que controlam vários negócios, incluindo construções de moradias ilegais e, usualmente, em condições precárias. Segundo o repórter Genilson Araújo, havia cerca de 60 prédios em construção na região, que é dominada por milícias.

## Desabamentos
Dois prédios residenciais de quatro ou cinco andares, com obras incompletas, desabaram às 7h de 12 de abril de 2019 na Muzema. Ao menos quatro famílias moravam nos edifícios. A Prefeitura do Rio informou que as construções eram irregulares e chegaram a ser interditadas duas vezes. A área onde ocorreu o acidente foi isolada. Oito pessoas foram resgatadas com vida e 24 pessoas morreram.

## Prédios em risco
O secretário municipal de Infraestrutura e Habitação, Sebastião Bruno, afirmou que três prédios adjacentes aos edifícios que ruíram foram interditados e teriam que ser demolidos. O município derrubou dois prédios, mas suspendeu a derrubada dos demais após prometer aos moradores locais que seria feita uma nova avaliação técnica sobre as construções. Seis meses depois, os prédios irregulares ao redor dos dois edifícios que desabaram continuavam de pé, e apenas no começo de outubro de 2019 a prefeitura do Rio determinou a demolição de seis deles.

## Julgamento
Em 19 de abril de 2019, a Justiça do Rio de Janeiro decretou a prisão temporária de José Bezerra Lira, conhecido como Zé do Rolo, Renato Siqueira Ribeiro e Rafael Gomes da Costa, suspeitos de construir e vender os prédios que desabaram na Muzema.
Em 18 de agosto de 2025, a Justiça do Rio de Janeiro ouviu os três acusados de construir e vender os imóveis que desabaram na Muzema.